# Baek A-yeon
Baek A-yeon (hangul: 백아연), född 11 mars 1993 i Seongnam, är en sydkoreansk sångerska.
Hon blev känd 2012 då hon var en av de tre finalisterna i den första säsongen av talangtävlingen K-pop Star på SBS. Det ledde till att hon fick skivkontrakt med JYP Entertainment. Hennes debutalbum I'm Baek släpptes den 10 september 2012.

## Diskografi

### Album
| Albuminformation                                | Topplacering          |
| Albuminformation                                | Sydkorea (Gaon Chart) |
| ----------------------------------------------- | --------------------- |
| I'm Baek (EP-skiva) - Släppt: 10 september 2012 | 11                    |
| A Good Girl (EP-skiva) - Släppt: 17 juni 2013   | 14                    |

### Singlar
| År   | Titel                          | Topplacering          |
| År   | Titel                          | Sydkorea (Gaon Chart) |
| ---- | ------------------------------ | --------------------- |
| 2012 | "Sad Song"                     | 2                     |
| 2013 | "A Good Boy"                   | 12                    |
| 2015 | "Shouldn't Have" (med Young K) | 1                     |
| 2016 | "So-So"                        | 1                     |
| 2016 | "Just Because" (med JB)        | 12                    |

### Soundtrack
| År   | Titel                          | Topplacering          | Serie                           |
| År   | Titel                          | Sydkorea (Gaon Chart) | Serie                           |
| ---- | ------------------------------ | --------------------- | ------------------------------- |
| 2012 | "Daddy Long Legs"              | 6                     | Cheongdam-dong Alice            |
| 2013 | "Introduction to Love"         | 37                    | When a Man Falls in Love        |
| 2013 | "Tears Are Also Love"          | —                     | Goddess of Fire                 |
| 2014 | "The Three Things I Have Left" | 11                    | Angel Eyes                      |
| 2014 | "Morning of Canon"             | 70                    | Fated to Love You               |
| 2015 | "So We Are"                    | 14                    | Yong-pal                        |
| 2016 | "A Lot Like Love"              | 25                    | Moon Lovers: Scarlet Heart Ryeo |